# Levanzo

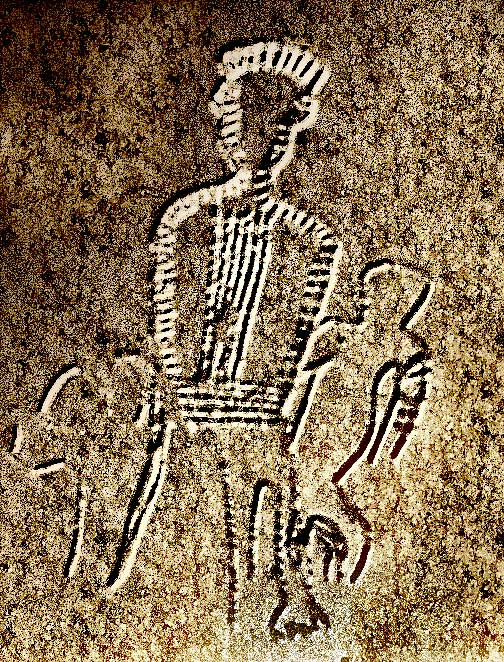
Malowidła naskalne z Levanzo

Levanzo (w języku sycylijskim Lèvanzu, w starożytności znana jako Phorbantia) – wyspa na Morzu Śródziemnym, w archipelagu Egadów, należąca do Włoch.
Levanzo jest najmniejszą z trzech głównych wysp archipelagu. Leży 13 km na zachód od miasta Trapani na północno-zachodnim wybrzeżu Sycylii. Jej powierzchnia wynosi 5,82 km², najwyższym wzniesieniem jest Pizzo dei Monaco, o wysokości 278 m n.p.m. Pomiędzy wyspą a wybrzeżem sycylijskim znajdują się jeszcze dwie małe, niezamieszkane wysepki: Maraone i Formica.
Większość mieszkańców  Levanzo mieszka w jedynej miejscowości i porcie wyspy, noszącym tę samą nazwę. Levanzo wraz z wyspami Marettimo i Favignana tworzą gminę Favignana, wchodzącą w skład prowincji Trapani. Głównymi zajęciami ludności wyspy jest rybołówstwo, szczególnie połów tuńczyków, tradycyjne rzemiosło oraz obsługa turystów.
W nadmorskiej grocie La Grotta del Genovese malarka włoska Francesca Minellono odkryła  w 1949 neolityczne malowidła naskalne, gruntownie badane przez profesora Paolo Graziosi i datowane na około 9200 lat p.n.e. Grota z malowidłami jest udostępniana turystom.